# D979 (Nièvre)
De D979 is een departementale weg in het Franse departement Nièvre. De weg loopt van Decize naar de grens met Saône-et-Loire. In Saône-et-Loire loopt de weg verder als D979 naar Digoin en Mâcon.

## Geschiedenis
Oorspronkelijk was de D979 onderdeel van de N79. In 1973 werd de weg overgedragen aan het departement Nièvre, zodat het beginpunt van de N79 bij Moulins kwam te liggen in plaats van Nevers. De weg is toen omgenummerd tot D979.